# Баталов, Юрий Васильевич
Ю́рий Васи́льевич Бата́лов (род. 25 июня 1939, Семипалатинск) — советский и казахстанский экономист, доктор экономических наук, профессор, академик НАН РК, организатор высшей школы и науки в Казахстане.

## Биография
В 1960 году Ю. В. Баталов заканчивает Семипалатинский сельскохозяйственный техникум и поступает в Усть-Каменогорский строительно-дорожный институт, которому он посвятил более 50 лет. В 1965—1966 годах он работает в Курчумском СМУ-3 треста «Востокказсельстрой» Минсельстроя Казахской ССР инженером. Но уже в 1966 году возвращается в УК СДИ ассистентом кафедры «Строительное производство». С 1967 он уже старший преподаватель этой кафедры.
В 1968 году он переходит на кафедру экономики. А уже в 1970 году становится заведующим кафедры «Экономика и организация строительства».
В 1974 году он поступает в аспирантуру Московского института управления им. С.Орджоникидзе. Защита кандидатской диссертации по теме «Совершенствование материального стимулирования ввода в действие объектов строительства» состоялась в 1977 году. Уже в 1978 году Ю. В. Баталов становится деканом факультета «Промышленное и гражданское строительство».
В 1982 году он становится проректором по научной работе.
В 1986 году Ю. В. Баталов избирается ректором Усть-Каменогорского строительно-дорожного института. До 2000 года Ю. В. Баталов возглавлял вуз, который во многом благодаря ему стал одним из ведущих технических вузов Казахстана.
В 2000 году Ю. В. Баталов становится проректором по учебно-методической работе. В 2002—2003 годах Ю. В. Баталов — старший научный сотрудник научно-исследовательской лаборатории мониторинга и управления качеством образования ВКГТУ.
А в 2005 возвращается к преподавательской работе, профессором кафедры «Экономика и управление в инфраструктуре».
В 2005 году он защищает докторскую диссертацию на тему: «Экономико-управленческие проблемы и пути совершенствования подготовки специалистов с высшим профессиональным образованием».
В 2006 году он снова становится заведующим кафедрой, на этот раз это кафедра «Экономическая теория и рынок».

## Научные достижения
Имеет около 100 научных работ.
- Почетный профессор Московского автодорожного института — технического университета
- Почетный профессор Синьцзян-Уйгурского политехнического института
- Почетный профессор Казахского национального технического университета им. К. Сатпаева
- действительный член Национальной Академия наук Республики Казахстан,
- действительный член Академии естественных наук Республики Казахстан
- член-корреспондент Национальной инженерной Академии наук,
- член-корреспондент Академии Высшей школы Казахстана.
- член Президиума Совета директоров предприятий Восточного Казахстана
- член Совета ректоров ВУЗов СНГ по автодорожным, строительным специальностям
- председателем областной организации «Знание»

## Награды
- орден «Курмет»
- медаль «Ветеран труда»
- Памятная медаль «Астана»
- Присвоено звание «Почетный гражданин г. Усть-Каменогорска» (11.02.1999)
- Знак «Отличник образования Казахстана»
- Знак «Почетный работник образования Республики Казахстан»
- Почетная грамота Президиума Верховного Совета Казахской ССР
- грамоты Министерства образования Республики Казахстан
- Почетные грамоты ЦК профсоюзов и Федерации профсоюза Республики Казахстан
- Благодарности Министерства образования Республики Казахстан
- Благодарность Президента Республики Казахстан
- Включен в число персоналий книги «Элита Казахстана»
- Включен в число персоналий книги «Высшая школа Казахстана в лицах»
- Включен в число персоналий книги «Усть-Каменогорск на стыке веков»
- Включен в число персоналий книги «Усть-Каменогорск на рубеже тысячелетий»
- Включен в число персоналий книг Международного Биографического Центра (Кембридж, Англия): «Выдающиеся люди XX века», «2000 выдающихся интеллектуалов XX века»